# Nana (ca sĩ)
Đây là một tên người Triều Tiên, họ là Im.
Im Jin-ah, được biết đến với nghệ danh Nana (Hangul: 나나, sinh ngày 14 tháng 9 năm 1991), là nữ diễn viên, người mẫu, ca sĩ người Hàn Quốc, cựu thành viên của nhóm nhạc After School cùng nhóm nhỏ Orange Caramel do công ty Pledis Entertainment thành lập và quản lý.

## Tiểu sử
Nana sinh ngày 14 tháng 9 năm 1991. Cô tốt nghiệp trường trung học Ochang ở Cheongju, cô bắt đầu sự nghiệp của một người mẫu khi tham gia Siêu mẫu Contest 2009 trong khu vực Châu Á-Thái Bình Dương và đạt hạng tư. Ngoài công việc chính, Nana cũng là một nghệ sĩ trang điểm chuyên nghiệp và là thành viên của Hiệp hội Make-up Artists Hàn Quốc. Cô tốt nghiệp Học viện Nghệ thuật Seoul cùng với 3 thành viên khác của After School là Miss A, Jia và Fei.

## Sự nghiệp

### 2009-2013: Ra mắt với After School và Orange Caramel
Trong tháng 11 năm 2009, Nana và Raina ra mắt trong After School là thành viên thế hệ thứ hai. Họ ra mắt với nhóm cho phát hành single thứ hai của họ, " Because of You ". Trong tháng 6 năm 2010, Nana, cùng với các thành viên After School Raina và thành viên mới Lizzy tạo thành một đơn vị phụ được gọi là Orange Caramel. Ca khúc solo đầu tiên của Nana, "Close Your Eyes", đã được đưa vào album single Orange Caramel, "Shanghai Romance". Nana là một thành viên của After School Red cùng với Kahi, Uee, và Jungah, và ra mắt ca khúc "In The Night Sky" trong năm 2011.Năm 2012, cô tham gia K-popstar cùng với Hyorin, Hyuna, Hyoseong, và Nicole để tạo thành một nhóm Dazzling Red. Họ thực hiện một single từ thiện gọi là "This Person".

### 2014-nay: Roommate và bắt đầu sự nghiệp diễn xuất
Trong chương trình ra mắt single "Catallena" của Orange Caramel vào tháng 3 năm 2014, đã có thông báo rằng Nana sẽ là một thành viên trong một chương trình mới trên SBS với tên gọi "Roommate". Chương trình có tới 11 nhân vật nổi tiếng sẽ sống cùng nhau trong một ngôi nhà. Bắt đầu từ tháng 4 năm 2014, Nana là một những người dẫn chương trình cho OnStyle 's Phong cách Log mùa thứ hai, cùng với Hong Jong-hyun và Cho Min-ho. Từ tháng 8 - tháng 10 năm 2014, Nana đã tham gia vào các chương trình loại bỏ thời trang Muse dress trên truyền hình Trung Quốc. Trong khi chương trình này, Nana đã được các giám khảo hết sức khen ngợi và kết thúc ở vị trí thứ hai trong vòng chung kết. Mùa thứ hai của Roommate bắt đầu phát sóng vào ngày 21 tháng 9 và Nana tiếp tục là một thành viên. Cô cũng đã có một vai khách mời trong bộ phim Fashion King, được phát hành vào ngày 06 tháng 11, năm 2014.
Trong tháng 11 năm 2014, Nana đã được tham gia trong bộ phim truyền hình Trung Quốc, tình yêu kiểu dệt thông qua một thiên niên kỷ, một phiên bản làm lại của bộ phim truyền hình Hàn Quốc Nữ hoàng In-hyun Man (2012). Bộ phim được phát sóng trong tháng Hai và tháng 3 năm 2015 trên truyền hình Hồ Nam. Vào tháng 6 năm 2015, Nana đã được đúc trong một bộ phim hài lãng mạn Trung Quốc, phần tiếp theo của Go Lala Go!.
Tháng 2 năm 2016, cô tham gia chương trình thực tế về nghĩa vụ quân sự "Real Men".

## Sự nghiệp điện ảnh

### Phim
| Năm  | Tên                            | Vai diễn    |
| ---- | ------------------------------ | ----------- |
| 2011 | White: The Melody of the Curse | Cameo       |
| 2014 | Fashion King                   | Cameo       |
| 2014 | Go Lala Go （杜拉拉追婚记）    |             |
| 2017 | The Swindlers                  | Choon-ja    |
| 2019 | Kill it                        | Do Huyn Jin |
| 2023 | Mask Girl                      | Kim Mo Mi   |

### Phim bộ truyền hình
| Năm       | Tên                              | Vai diễn     | Kênh      | Notes         |
| --------- | -------------------------------- | ------------ | --------- | ------------- |
| 2006–2007 | High Kick!                       | Nana         | MBC       | Cameo         |
| 2015      | Love Weaves Through a Millennium | Zhao Nana    | Hồ Nam TV | Chinese Drama |
| 2016      | The Good Wife                    | Kim Dan      | tvN       | Vai phụ       |
| 2019      | Kill It                          |              | OCN       | Vai chính     |
| 2019      | Justice                          | Seo Yeon-ah  | KBS2      | Vai chính     |
| 2020      | Memorials                        | Goo Sera     |           | Vai chính     |
| 2021      | Oh My Ladylord                   | Ôh Joo In    | MBC       |               |
| 2021      | Genesis                          | Yeo Rin      |           |               |
| 2022      | My Man is Cupid                  | Oh Beak Kuyn |           |               |

### Show truyền hình
| Năm       | Tên                                        | Notes                                         |
| --------- | ------------------------------------------ | --------------------------------------------- |
| 2010      | 1000 Song Challenge                        | Guest With Kim Jungah                         |
| 2010      | Playgirlz School                           | Cast member                                   |
| 2011      | Quiz to Change the World                   | Guest With Kahi Bản mẫu:Episode needed        |
| 2011      | 1000 Song Challenge                        | Guest With Kim Jungah, Raina, E-Young         |
| 2012      | Tokyo Brand New Girls                      | Fixed panelist                                |
| 2012      | Chuseok Wrestling Special                  | Herself with E-Young, Kaeun, Raina, Lizzy     |
| 2012      | Dream Team                                 | Herself with E-Young, Raina, Kim Jungah       |
| 2012      | This is Magic                              | Herself with Raina                            |
| 2013      | ON! Faitin Korea                           | Herself with Kaeun, Lee Jooyeon               |
| 2013      | Hidden Singer                              | Herself with Lee Jooyeon, Raina               |
| 2014      | Style Log                                  | Is a MC                                       |
| 2014–2015 | Roommate                                   | Fixed member                                  |
| 2014      | Quiz to Change the World                   | Guest With Raina, Lizzy                       |
| 2014      | Beatles Code 3D                            | Guest With Raina, Lizzy                       |
| 2014      | Muse Dress (Chinese fashion survivor show) | Fixed member                                  |
| 2014      | Weekly Idol                                | Guest With Raina, LizzyBản mẫu:Episode needed |
| 2015      | Celebrity MasterChef Season 2 (China)      | Challenger Contestant                         |

### Các MV tham gia
| Năm  | Tên                                     |
| ---- | --------------------------------------- |
| 2010 | Featuring in Eru "White Tears" MV       |
| 2010 | Featuring in Honey Dew "Like A Fool" MV |

## Giải thưởng và đề cử
| Năm  | Giải thưởng                              | Hạng mục                                              | Đề cử             | Kết quả   |
| ---- | ---------------------------------------- | ----------------------------------------------------- | ----------------- | --------- |
| 2014 | 7th Style Icon Awards                    | Tony Moly K-Beauty                                    | N/A               | Đoạt giải |
| 2016 | 5th APAN Star Awards                     | Nữ diễn viên mới xuất sắc                             | Người vợ tốt      | Đề cử     |
| 2016 | 9th Korea Drama Awards                   | Nữ diễn viên mới xuất sắc                             | Người vợ tốt      | Đề cử     |
| 2016 | 1st Asia Artist Awards                   | Giải thưởng tân binh xuất sắc nhất, Nữ diễn viên (TV) | Người vợ tốt      | Đoạt giải |
| 2017 | 53rd Baeksang Arts Awards                | Diễn viên mới xuất sắc, hạng mục phim truyền hình     | Người vợ tốt      | Đề cử     |
| 2017 | 6th Korea Film Actors Association Awards | Giải thưởng Ngôi sao nổi tiếng                        | Vòng xoáy lừa đảo | Đoạt giải |
| 2018 | 54th Baeksang Arts Awards                | Diễn viên mới xuất sắc nhất, hạng mục điện ảnh        | Vòng xoáy lừa đảo | Đề cử     |
| 2018 | 54th Baeksang Arts Awards                | Giải thưởng biểu tượng Bazaar                         | N/A               | Đoạt giải |
| 2018 | 13th Asia Model Awards                   | Ngôi sao nổi tiếng                                    | N/A               | Đoạt giải |
| 2018 | 23rd Chunsa Film Art Awards              | Giải thưởng phổ biến                                  | N/A               | Đoạt giải |
| 2018 | 2nd The Seoul Awards                     | Nữ diễn viên xuất sắc nhất, hạng mục điện ảnh         | Vòng xóa lừa đảo  | Đề cử     |
| 2019 | 33rd KBS Drama Awards                    | Giải thưởng nữ diễn viên xuất sắc, thể loại ít tập    | Công lý           | Đoạt giải |